# Emily Mary Osborn
Emily Mary Osborn o Osborne (Kentish Town, 11 febbraio 1828 – St John's Wood (Westminster), 25 aprile 1925) è stata una pittrice britannica, particolarmente nota per i suoi quadri incentrati sulle donne in difficoltà. Nelle sue opere si rifletteva il suo spirito femminista.

## Biografia
Fu la primogenita dei nove figli del reverendo Edward Osborn (1792–1859) e di sua moglie Mary (nata Bolland, 1806–1868). Battezzata il 19 marzo nella vecchia chiesa di San Pancrazio a Somers Town, un distretto di Londra, trascorse la sua infanzia nel Kent e nel villaggio di West Tilbury la cui parrocchia fu affidata al padre nel 1834. Otto anni dopo, la famiglia si trasferì a Londra sempre per seguire il padre. Avendo fin da piccola dimostrato molto interesse per il disegno, fu iscritta alla Dickinson's Academy di Maddox street dove fu allieva di John Mogford, un pittore inglese specializzato nei paesaggi e poi di James Mathews Leigh che ebbe molta influenza sulla sua formazione artistica.

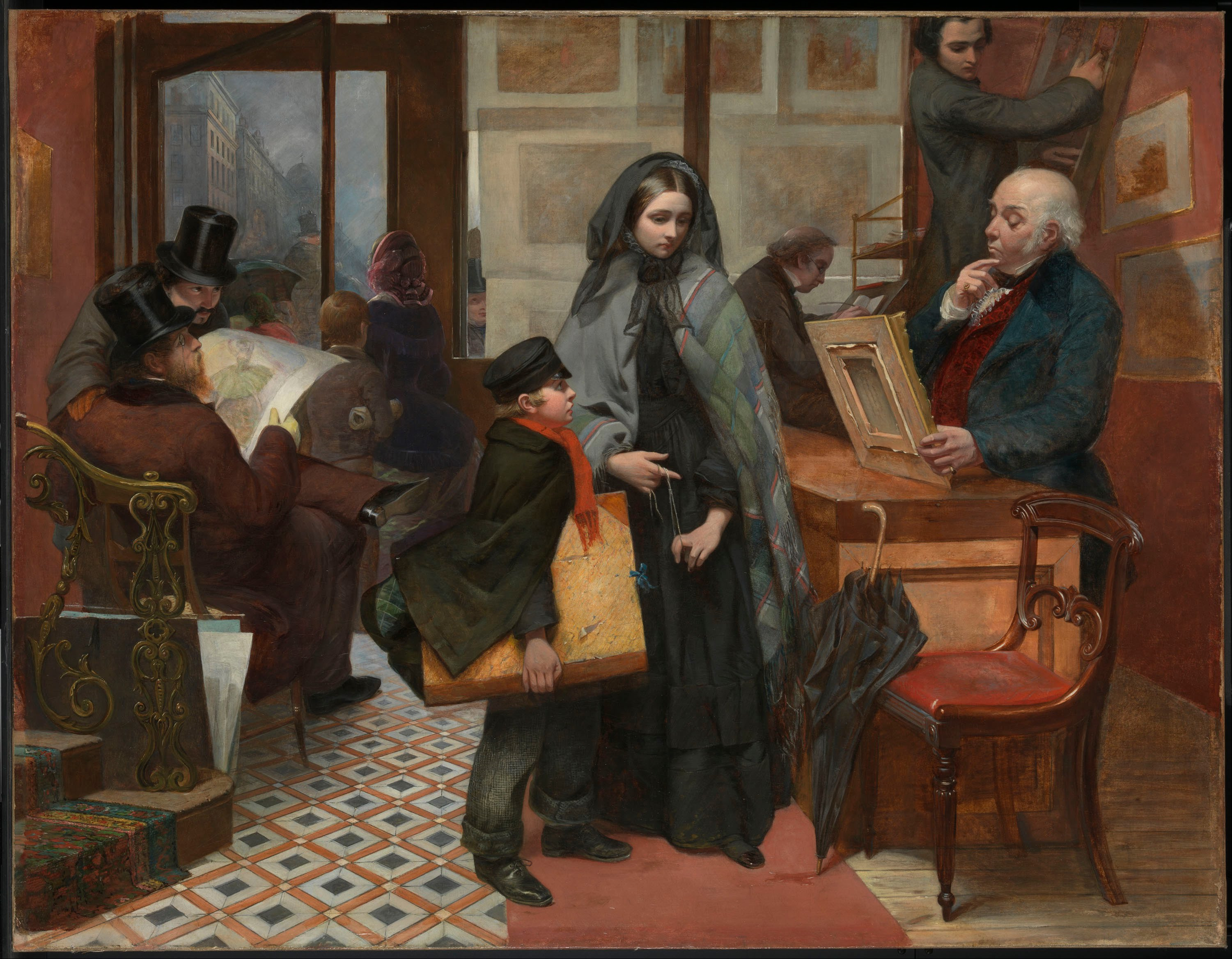
Nameless and Friendless

All'età di 17 anni espose due sue opere alla Royal Academy of Arts, The letter e Mrs Benjamin Goode. Nel 1856 riuscì ad aprire un suo studio, grazie alla vendita dei quadri che espose nel 1855 alla Royal Academy. Si trattò del ritratto di Mrs Sturgis e i suoi figli e di My cottege door  acquistato dalla regina Vittoria. Nel 1857 Nameless and Friendless, considerato come la sua opera più prestigiosa, fu anch'esso esposto alla Royal Academy e venne acquistato da Lady Cecil Chetwynd per 250 sterline. La storica Samantha Ellis ha ipotizzato che il quadro si fosse ispirato al personaggio di Helen Graham, eroina del romanzo La signora di Wildfell Hall di Anne Brontë. Nel 1860 espose The governess, anch'esso acquistato dalla regina Vittoria e l'anno dopo The Escape of Lord Nithisdale from the Tower. 
Ottenuta una certa serenità economica, decise di viaggiare in europa per stimolare le sue qualità artistiche. Numerosi furono i quadri con titoli tedeschi, realizzati durante i suoi viaggi in Germania dove conobbe anche Karl Theodor von Piloty. Con lui studiò all'Accademia di belle arti di Venezia nel 1866 e lo seguì poi a Monaco di Baviera, dove quest'ultimo aveva una cattedra presso l'accademia di Belle Arti. Rimase nella città bavarese fino allo scoppio della guerra franco-prussiana iniziata nel 1870. Si trasferì poi a Heidelberg e rientrò in Inghilterra nel 1873, pur continuando a spostarsi con regolarità. Si sa per esempio che nel 1876 aveva uno studio a Glasgow. Nel 1877 si stabilì in modo definitivo al 10A Cunningham Place, St John's Wood, l'ex studio di Thomas Landseer, fratello del più noto Edwin Landseer, dove visse fino alla sua morte. Nella stessa strada, al numero 17, viveva una sua grande amica Emily Davies. In quel periodo il soggetto dei suoi quadri cambiò e iniziò a dipingere paesaggi. In occasione di un viaggio in Algeria conobbe Barbara Bodichon con la quale divenne subito amica, visto che condividevano gli stessi ideali femministi. Le fece due ritratti, uno andò perduto in un incendio ma l'altro è tuttora ammirabile presso il Girton College, il primo college femminile a Cambridge, fondato nel 1869 dalle sue amiche Emily Davies e Barbara Bodichon. Nel 1885 ospitò Mary Elizabeth Dunn, la scrittrice Ellen Melicent Cobden e la sorella Jane Cobden, militante femminista famosa per essere stata con Margaret Sandhurst la prima donna a essere eletta al Consiglio della Contea di Londra nel 1889.
Nel 1881 il museo di Cardiff acquistò The bal maidens.
Osborn fu un'attivista dei diritti femminili. Nel 1859 firmò la petizione per aprire i corsi della Royal Academy of Arts anche alle donne. Nel 1883 fu una delle firmatarie della famosa petizione, che chiedeva alla Royal Academy School di fornire lo stesso tipo di corsi sia per gli uomini che per le donne. Nel 1889 fu una delle firmatarie della Declaration in favour of women's suffrage.
L'artista non ebbe figli e morì nubile all'età di 97 anni, il 14 aprile 1925, nella casa che aveva condiviso per molti anni con Mary Elizabeth Dunn, al 10A Cunningham Place, St John's Wood, Londra.

## Galleria d'immagini

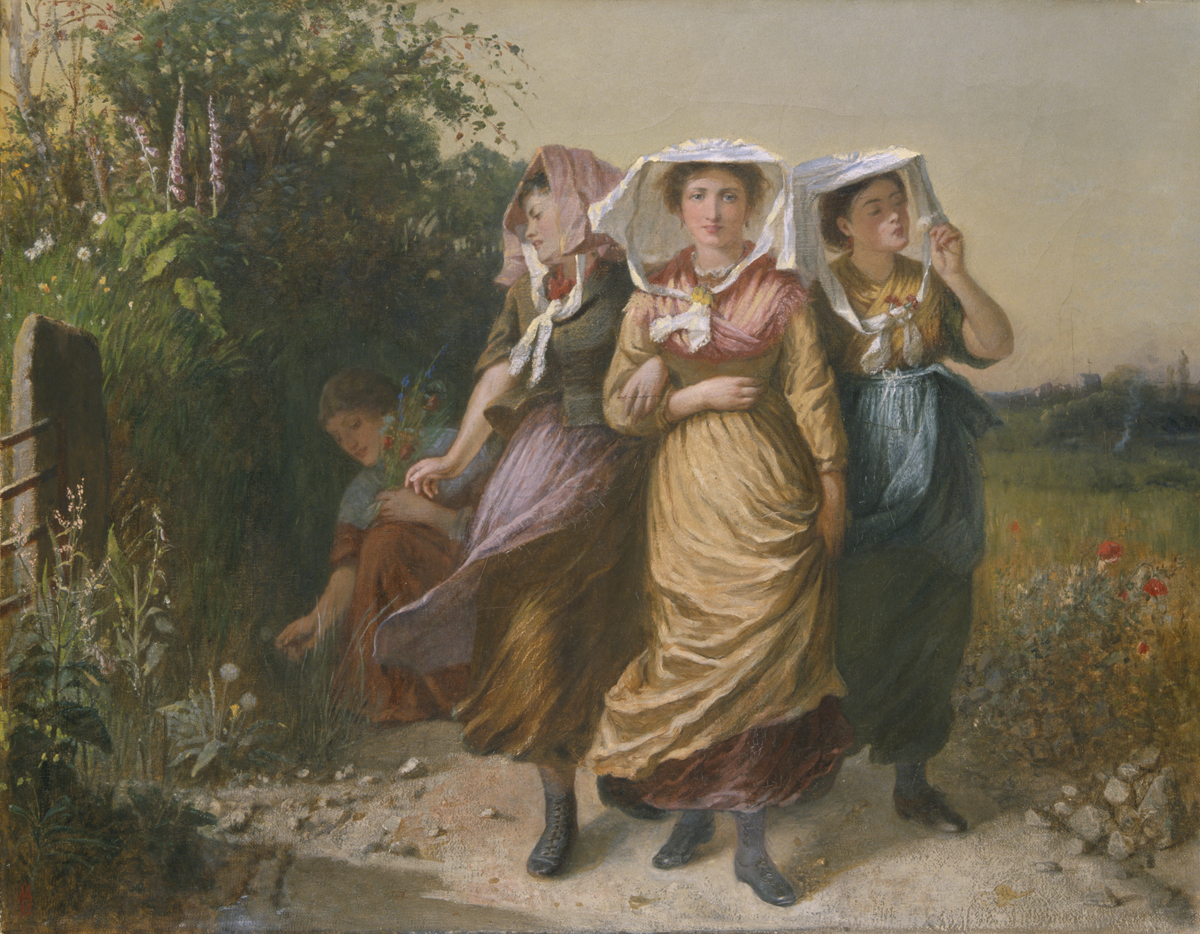
The bal maidens (1854)
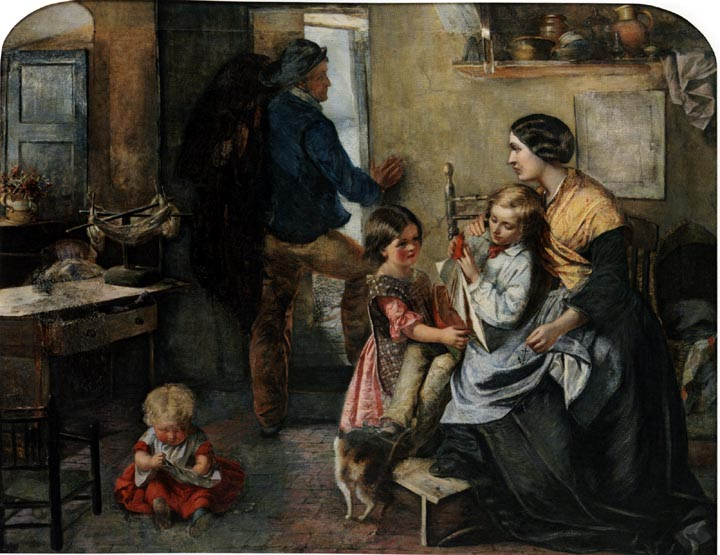
Presentiments (1859)
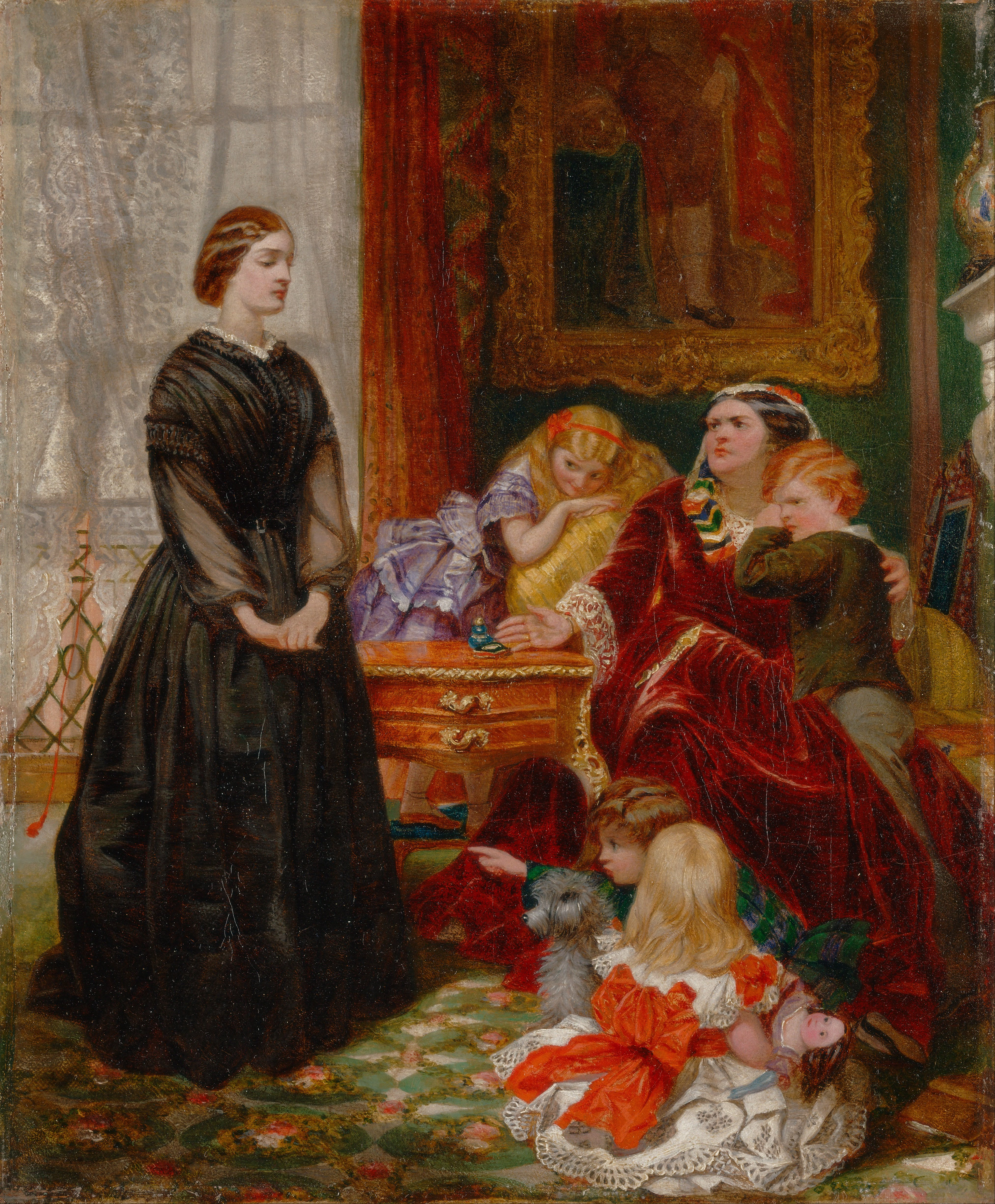
The Governess (1860)
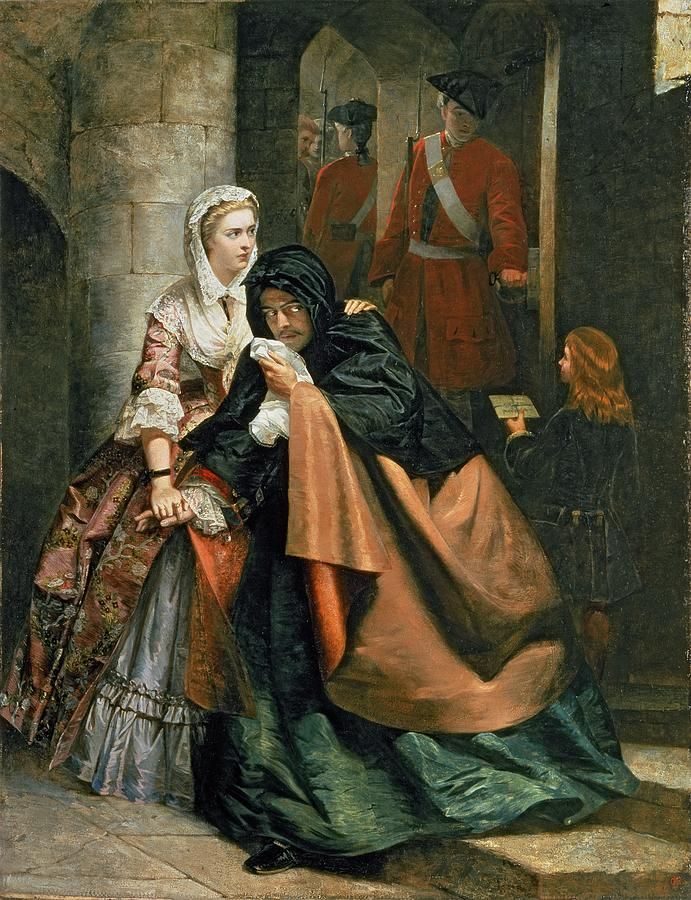
The Escape of Lord Nithisdale from the Tower, 1716 (1861)
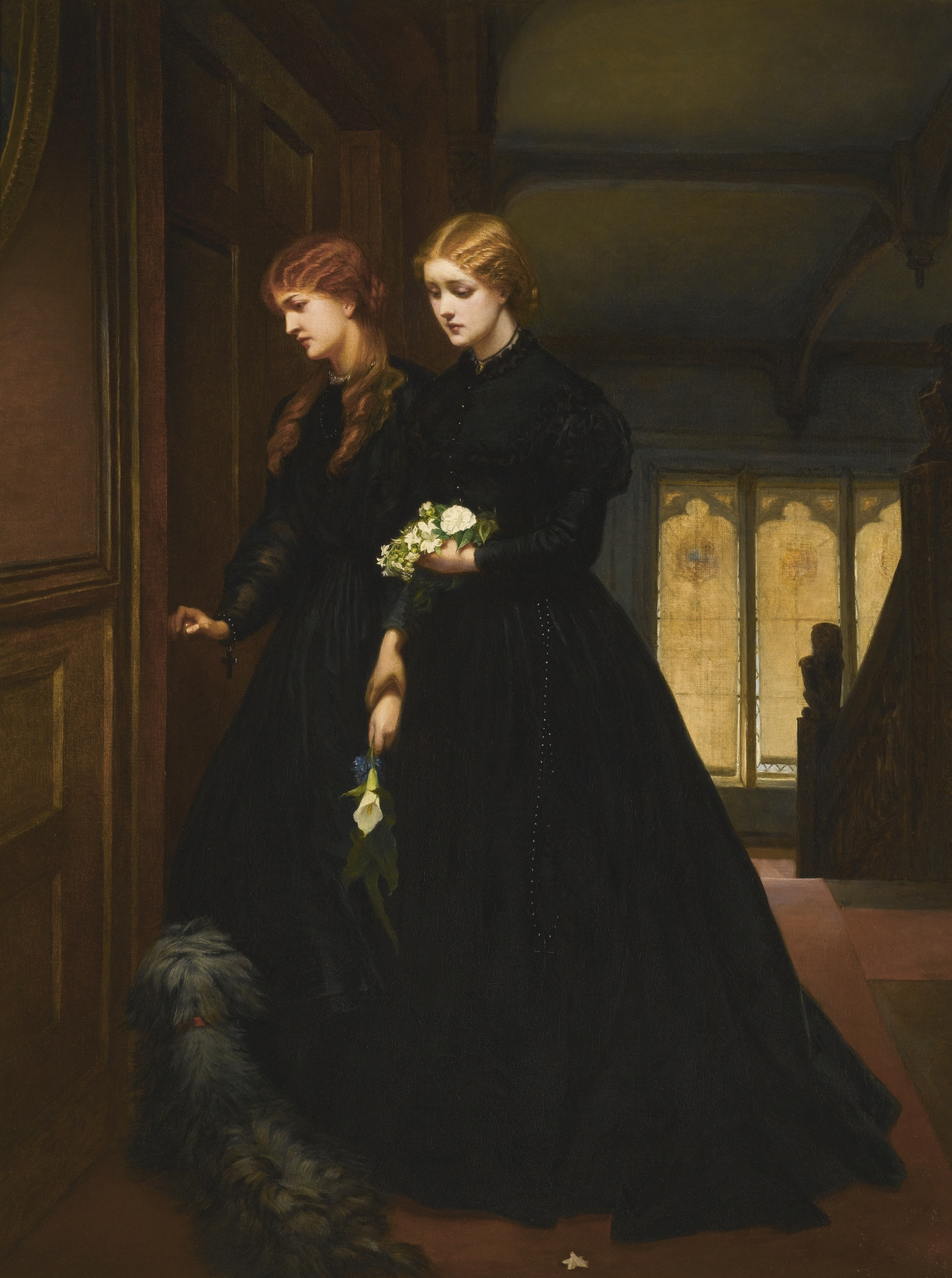
For the Last Time (1864)
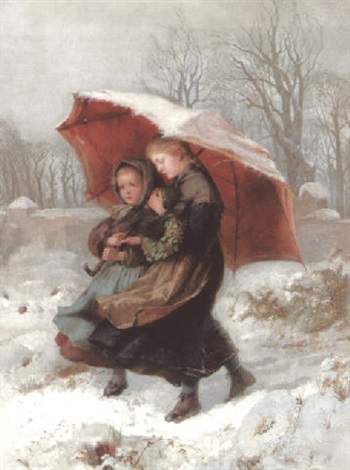
God's Acre (1866)